# Itzhak Cohen (calciatore 1983)
Itzhak Cohen (in ebraico כהן יצחק‎?; Natanya, 22 aprile 1983) è un ex calciatore israeliano, di ruolo difensore.